# Gare du Val d’Or
Gare du Val d'Or vasútállomás Franciaországban, Saint-Cloud településen.

## Vasútvonalak
Az állomást az alábbi vasútvonalak érintik:
- Párizs-Saint-Lazare-Versailles-Rive-Droite-vasútvonal
- Transilien line L

## Kapcsolódó állomások
A vasútállomáshoz az alábbi állomások vannak a legközelebb:
- Gare de Saint-Cloud (Gare de Versailles-Rive-Droite, Gare de Saint-Nom-la-Bretèche - Forêt de Marly, Párizs-Saint-Lazare-Versailles-Rive-Droite-vasútvonal, Transilien line L)
- Gare de Suresnes - Mont Valérien (Paris Gare Saint-Lazare, Párizs-Saint-Lazare-Versailles-Rive-Droite-vasútvonal, Transilien line L)